# Jbel Bou Naceur
Der Jbel Bou Naceur ist mit seinen 3356 m der höchste Berg des Mittleren Atlas in Marokko. In seiner Umgebung befinden sich weitere Dreitausender – z. B. der Jbel Bou Iblane (ca. 3137 m) und der Jbel Mousa ou Salah (3172 m).

## Lage
Der Jbel Bou Naceur befindet sich nahe der Grenze zwischen den Provinzen Boulemane in der Region Fès-Meknès und Guercif in der Region Oriental. Eine Besteigung ist am besten von den Ortschaften Tirnest im Süden oder Tinesmet im Norden möglich. Die nächstgelegene Stadt ist Outat El Haj.

## Flora und Fauna
Charakteristischer Baum an den Nordflanken und in den Tallagen des Mittleren Atlas ist die selten gewordene Atlas-Zeder; darüber hinaus finden sich weitere Nadelbaumarten, vor allem Kiefern. Auf den kargen Hochflächen lebten einst Wildschafe und Ziegen, von denen sich u. a. Berberleoparden ernährten – der letzte wurde im Jahr 1989 gesichtet.